# مظفرغرة
مظفرغرة (بالأردوية: مظفر گڑھ)‏ هي مستوطنة، في باكستان، تقع في Muzaffargarh District ‏ ، وهي عاصمتها، بلغ عدد سكانها 163,268 نسمة وذلك حسب إحصائيات سنة 2017، تبلغ مساحتها 8,435 كيلومتر مربع.

## أعلام
- أزهر حسين